# ファミリーボクシング
『キングオブボクサー(ファミリーボクシング)』は、1987年6月19日にナムコ（現:バンダイナムコエンターテインメント）から発売されたファミリーコンピュータ用のボクシングゲーム。国外では『Ring King』というタイトルでデータイーストから発売された。

## 概要
ファミコン初のボクシングゲーム。元々はウッドプレイス社がアーケードで発売していた『キングオブボクサー』の移植作で、『プロ野球ファミリースタジアム』、『ファミリージョッキー』に続くファミリーシリーズの第三弾としてリリースされた。シリーズに共通したコミカルさを、更に極端にしたゲームになっている。
プレイヤーはボクサーを操作し、新人戦から世界チャンピオンへの道を目指す。数種類のパンチとディフェンス、ユーモラスな必殺技、そしてボタン連打で回復するインターバルなど、ユニークな操作を備えていた。
ボクサーは「パワー」ポイントを「パンチ」「スタミナ」「スピード」の3種類のステータスに配分して能力を調整できる。経験を積めばポイントは増加し、好成績を修めれば強力なボクサーを育成することが出来る。なおパスワード入力により継続プレイが可能であり、持ち寄った選手同士で対戦プレイもできる。
また目立たぬ点であるが、カウンターパンチの存在や、無駄な空振りがスタミナを消耗させる点など、地味ながら当時としては本格的な要素も備えている。
本作の発売後、ナムコ主催で「全国チャンピオン・トーナメント」が開催された。同年6月28日 - 7月31日に店舗予選、8月上旬の地区予選を経て、日本チャンピオンを決定する決勝大会を開催。優勝者はサラリーマン2号（当時のナムコ広報担当者）と世界チャンピオンを掛けて戦った。なお同大会の地区チャンピオンは全員東京での決勝大会および東京ディズニーランドに無料招待、さらに特製カセット（金色カセット仕様の本作品）がプレゼントされた。

### 必殺技
本作品の最大の特徴は、コミカルかつダイナミックな必殺技の応酬にある。間合いを詰めながらタイミングよく攻撃ボタンを押すことで発動するこれらの技は、文字通り一撃必殺・一発逆転の威力を秘めている。もっとも、踏み込み時にカウンターパンチを貰うと逆に大ダメージを受けるので注意が必要。
きりもみフック
強烈なフック。相手はコマのように激しく回転する。
すっとびストレート
相手をロープまで飛ばしてしまう強力なストレート。
ふっとびアッパー
空中高く相手を飛ばすアッパーカット。さらに、絶好のタイミングで決まればリング外までふっとびTKOとなる。

## 移植作品
- 1988年、ソニー（HiTBiTブランド）よりMSX2用ソフト『ファミリーボクシング MSXタイトルマッチ』としてリリース。クレジットにナムコの社名はなく、一部グラフィックや楽曲が差し替えられているものの、基本的にはファミコン版の移植作となる。
- 2004年10月1日、iモード向けゲーム配信サイト「アプリキャロットナムコ」でiアプリ版が配信された[1]。
- 2019年12月10日、『リングキング』名義でプロジェクトEGGで配信開始[2]。
- 2022年2月22日、本作の元となった『キングオブボクサー』がプロジェクトEGGで配信開始[3]。